# 2046
2046 (MMXLVI) kommer att bli ett normalår som börjar en måndag i den gregorianska kalendern.

## Fiktiva händelser
- Händelser berättade i TV-serien Defiance sker detta år.